# Suhor (Novo Mesto, Slovenija)
Suhor je naselje u slovenskoj Općini Novom Mestu. Suhor se nalazi u pokrajini Dolenjskoj i statističkoj regiji Jugoistočnoj Sloveniji. 

## Stanovništvo
Prema popisu stanovništva iz 2002. godine naselje je imalo 34 stanovnika.